# Casa Romei

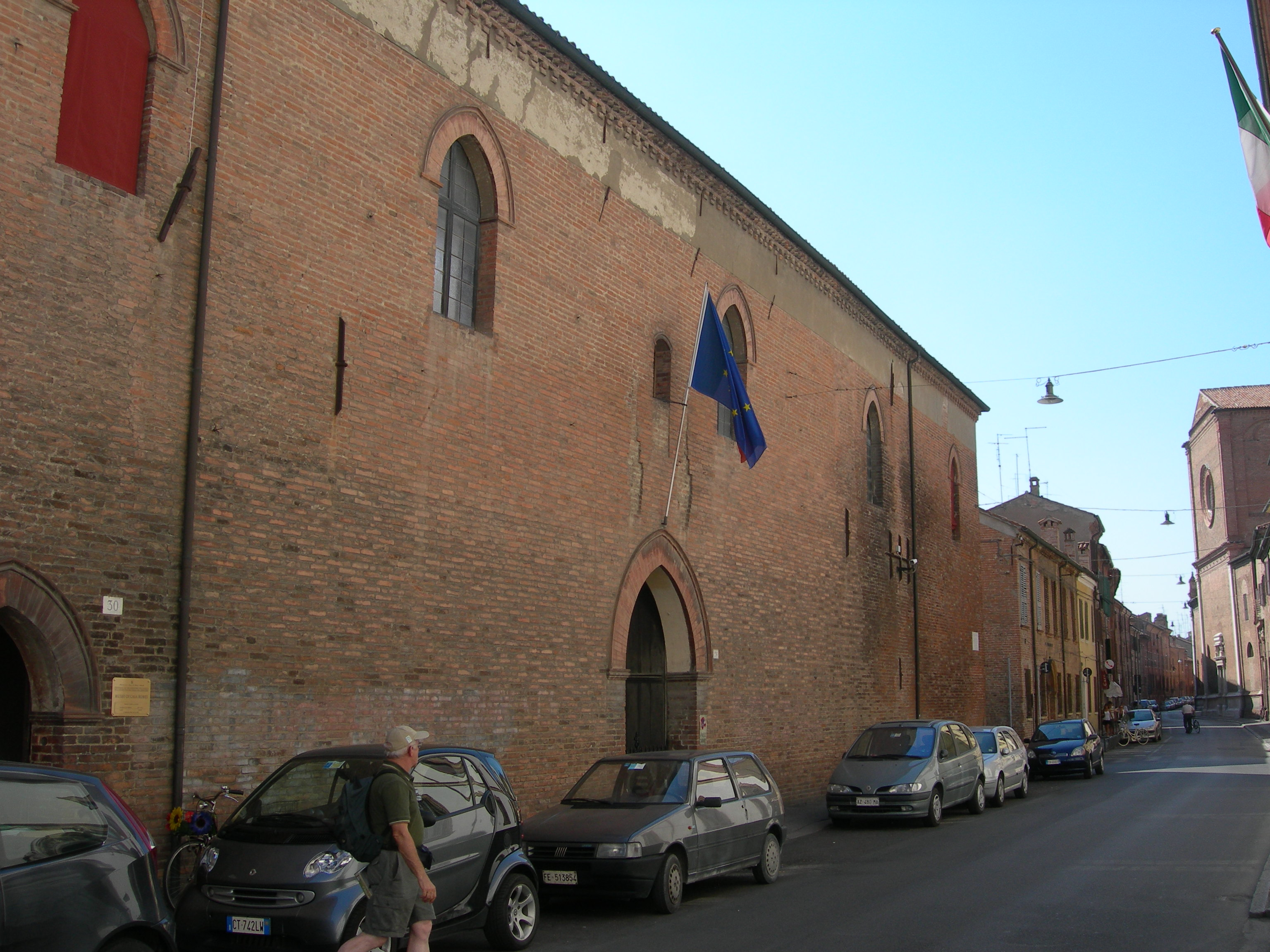
Fassade des Casa Romei

Das Casa Romei ist ein Palast in Ferrara in der italienischen Region Emilia-Romagna. Er liegt in der Via Savonarola 30 und beherbergt das Museo di Casa Romei.
Der dem Kulturministerium unterstehende Palast wird seit 2014 vom Museumspool der Emilia-Romagna (italienisch Polo museale dell’Emilia-Romagna) und seit 2019 von der nachfolgenden regionalen Museumsdirektion (it. Direzione regionale Musei) verwaltet.

## Geschichte
Der Kaufmann Giovanni Romei ließ das Casa Romei um die Mitte des 15. Jahrhunderts errichten. Angelegentlich seiner zweiten Hochzeit mit Polissena d’Este kurz vor dem Jahr 1468 wurde es erweitert und verschönert. Nach dem Tod des Eigentümers 1483 fiel das Haus als Erbe an die Mönche des benachbarten Klosters Corpus Domini, die es in ihre Immobilie integrierten. In der zweiten Hälfte des 16. Jahrhunderts ließ Kardinal Ippolito II. d’Este Änderungen an dem Haus durchführen. Im Hauptgeschoss wurden die Räumlichkeiten erweitert und die neuen Gewölbedecken mit Fresken und Grotesken verziert, die der Werkstatt der Filippis zugeschrieben werden.
Der Innenhof im spätgotischen Stil und die Blumendekorationen, der Saal der Sybille und der Propheten und das Studiolo sind Teile eines Gesamtkunstwerks, das in Ferrara einmalig ist.
1898 kaufte die staatliche Liegenschaftsverwaltung das Casa Romei, das 1952 zum Museum wurde und freistehende Fresken, Statuen und Steintafeln aus den Gebäuden der Stadt aufnahm.

## Beschreibung

### Fassaden

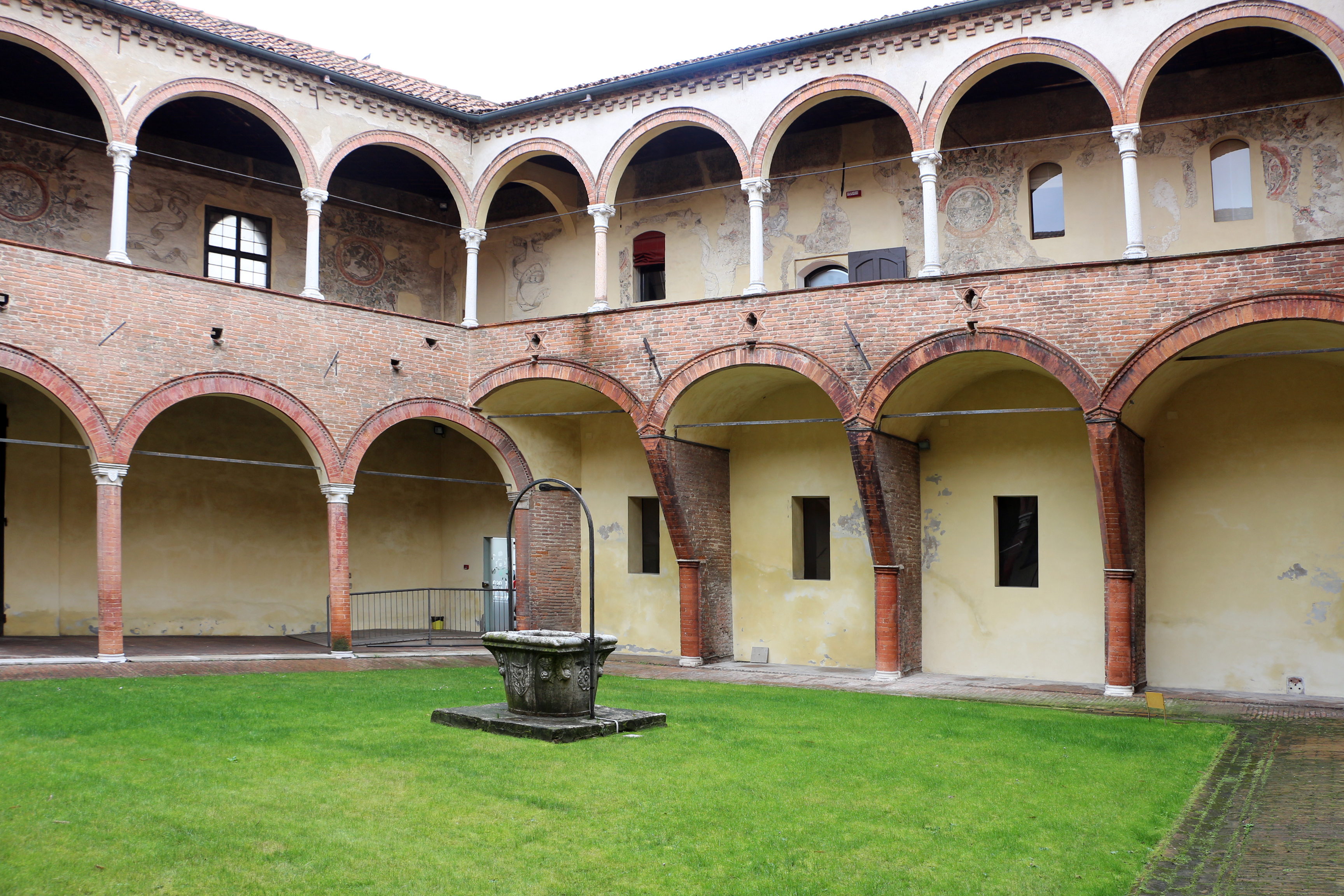
Der Innenhof mit den charakteristischen Baldresken

Das Gebäude ist ein nahezu einzigartiges Beispiel einer Mischung von mittelalterlichen und Renaissanceelementen. In dem meisterhaft gestalteten Ehrenhof kann man ein großes Christusmonogramm in Terrakotta als Zierde sehen.

### Innenräume

#### Erdgeschoss
Im Erdgeschoss sind die Säle im Stile der Gotik dekoriert und dort findet sich auch ein kleines Lapidarium. Der „Saal der Sybille“ zeigt die Propheten als Fresko an den Wänden, einen jeden von ihnen mit Schriftrollen von Prophezeiungen in den Händen, die vor dem Hintergrund einer grünen Hecke verlaufen. Bemerkenswert ist auch der offene Kamin.

#### Hauptgeschoss
Im Hauptgeschoss (erstes Obergeschoss) sind die Wohnräume aus dem 16. Jahrhundert schön dekoriert und zeigen altes Mobiliar. Dieser Teil des Palastes wurde im Auftrag von Kardinal Ippolito II. d’Este verändert; in der Tat ist sein Symbol, ein weißer Adler, mehrmals im Ehrensalon zu sehen. Der Wohnraum von Giovanni Romei ist mit einer Kassettendecke ausgestattet, die in der Mitte mit Zeichnungen auf appliziertem Papier dekoriert ist, eine Vorgehensweise, die damals üblich war, aber heute nur noch in wenigen Exemplaren erhalten ist.

## Museum
Seit 1952 ist in dem Palast ein Museum eingerichtet, in dem Kunstwerke ausgestellt sind, die aus entweihten und oftmals auch zerstörten Kirchen und Klöstern oder auch aus Palästen in Ferrara stammen. Man findet dort Werke von Donatello, Francesco del Cossa, Gregorio di Lorenzo, Sebastiano Filippi (Bastianino) und Alfonso Lombardi.

### Lapidarium
Bei Eröffnung des Museums wurden die Räume im Erdgeschoss für Sammlungen von Statuen, Halbreliefen, Marmortafeln aus dem Mittelalter und der Renaissance, Terrakottas, Erinnerungstafeln und Grabsteinen reserviert. Unter den Ausstellungsstücken sind:
- Das Prospetto di tabernacolo aus der Kirche San Cristoforo alla Certosa, ein Werk aus dem 16. Jahrhundert das Alfonso Lombardi zugeschrieben wird. Es ist gekennzeichnet durch Renaissanceornamente, wie Kandelaber und Köpfe, zeigt das Emblem des Heiligen Geistes und unten das mystisch Lamm.
- Das Ritratto di Napoleone I e mano reggente il globo ist das verbleibende Fragment der Statue Napoleons (ein Werk des Bologneser Steinmetzes Giacomo De Maria), die 1810 auf der Säule an der Piazza Ariostea aufgestellt wurde und wenig später, am 14. Mai 1814, mit der Ankunft der Österreicher, wieder abmontiert wurde.
- San Michele Arcangelo. An der Statue fehlen die Waage an der linken Hand und das Schwert, das er mit der rechten Hand hielt. Sie wurde von Andrea Ferreri zwischen 1720 und 1735 für Kapelle San Vincenzo in der zwischenzeitlich abgerissenen Kirche Sant'Andrea geschaffen.

Besonderes Interesse erregt das teilweise verputzte Mauerstück aus Ziegeln, das sich im zweiten Saal des Lapidariums und heute unter dem Boden befindet. Es handelt sich um ein Thermalbad, das bei Ausgrabungen in der ersten Hälfte der 1990er-Jahre entdeckt wurde. Die Ausgrabungen zu Ermittlung der Bauabfolge des Hauses haben ein kleines Schwimmbad ans Licht gebracht, ausgerüstet mit einer Trittstufe und einem Sitz am Umfang. Das Wasser wurde mit einem Heizsystem erwärmt, das von einem benachbarten Kamin gespeist wurde. Bis heute ist dies die einzige, vergleichbare, alte Anlage in Ferrara.

### Hauptgeschoss
Die Loggia im Hauptgeschoss ist mit Fresken im spätgotischen Stil dekoriert, in denen wiederholt das Wappen von Giovanni Romei – der springende Hund – abgewechselt mit flatternden Bändern, die mit gotischen Buchstaben dekoriert sind, abgebildet ist. Deren Bedeutung hat man noch nicht verstanden. An den Wänden kann man Spuren von Graffiti sehen, die dort seit Alters her hinterlassen wurden, insbesondere neben der Eingangstür zum ersten Saal die Worte „Amor mi fa parlare che m’è nel core“ (dt.: Die Liebe lässt mich sagen, was in ich auf dem Herzen habe), der Einleitungsvers eines Werkes von Giovanni Boccaccio, Ninfale fiesolano. Auf den Brüstungen finden sich weitere Graffiti, auch diese vermutlich alt: Es handelt sich um kleine Zeichnungen und Spielschemata, zurückzuführen auf zwei Arten von „Alquerques“, wie von König Alfons X. von Kastilien in seinem Libro de los jueges (dt.: Buch der Spiele) beschrieben. Die Repräsentationssäle zeigen Dekorationen aus dem 16. Jahrhundert, die an einen wichtigen Moment in der Geschichte des Casa Romei erinnern. Dort sind einfache, kleine Zimmer, die die Loggia vom Kern des Hauptgeschosses trennen, zwei größere Zimmer und der Ehrensalon. Die Einrichtung dieses Wohnbereiches wurde vermutlich von Kardinal Ippolito II. d’Este um die Mitte des 16. Jahrhunderts betrieben.
Der Saal von Tobias und dem Engel, der Saal von David und Goliath, der Saal der kleinen Affen und der Ehrensalon haben eleganten Decken mit Dekorationen von Grotesken und Fresken von Bastianino. In diesen Sälen sind Fragmente von Fresken aus dem 14. und 15. Jahrhundert erhalten, die aus Kirchen in Ferrara stammen. Aufmerksamkeit verdienen:
- San Nicola da Tolentino. Die imposante Marmorskulptur, die auf das 16. Jahrhundert datiert wird, wird im Allgemeinen Alfonso Lombardi (1487–1536) zugeschrieben. Ursprünglich war sie in einer dem Heiligen Nikolaus geweihten Kapelle der später abgerissenen Kirche Sant’Andrea aufgestellt; sie wurde 1867, nach Schließung der Kirche, in den Palazzo dei Diamanti verbracht und ist seit 1952 im Casa Romei ausgestellt. San Nicola da Tolentino ist stehend dargestellt, als er das Kruzifix bewacht, das er in der rechten Hand hält, während er mit der Linken ein geschlossenes Buch hält.
- Madonna con il Bambino. Die Skulptur aus grauem Stein wird im Allgemeinen der venezianischen Schule zugeschrieben und auf 1408 datiert; sie stammt vom Portal der ehemaligen Kirche San Maurelio (auch „Neue Kirche“) an der Piazza Municipale (heute Sala Estense), von wo sie 1916 entfernt und in den Palazzo dei Diamanti verbracht wurde und später in das Casa Romei. Kürzlich wurde die Statue Filippo da Venezia zugeschrieben. Auf einer achteckigen Basis ruht die Madonna, die das Kind im linken Arm hält, während sie mit der rechten Hand eine Falte ihres weiten Mantels hält.
- Madonna con il Bambino. Datierbar auf das 15. Jahrhundert und von Gualtiero Medri (1958) Michele da Firenze (einem Künstler, der mit Lorenzo Ghiberti arbeitete) zugeschrieben. Das Halbrelief in Terrakotta war ursprünglich an der Scheinfassade der kleinen Kirche in der Via Borso 42 aufgestellt. Das Werk zeigt Maria, die das Kind hält, stehend und bekränzt von einer kreisrunden Girlande.
- Madonna con il Bambino. Datierbar auf das 15. Jahrhundert (um 1460?). Dieses Halbrelief in mehrfarbigem Putz wurde nach einer Analyse der technischen und stilistischen Ausführung kürzlich der Werkstatt Donatellos zugeschrieben, auch wegen seiner außerordentlichen Qualität der Gesichter. Auf dem rechteckigen Halbrelief ist die Madonna im Profil abgebildet, wie sie sich zum Kind neigt, das in den blauen Mantel der Mutter eingeschlagen ist.
- Marcus Agrippa und Antoninus Pius. Es handelt sich um zwei Halbreliefe des Florentiners Gregorio di Lorenzo (ca. 1436–1504), wie eine Zahlung an den Künstler am 12. Oktober 1472 bezeugt, die aus dem Hof der Universität stammen und Marcus Agrippa und Antoninus Pius zeigen. Die Marmorbüsten sind im Profil gehalten. Die Feinheit der Ausführung verleiht den Persönlichkeiten eine starke Feierlichkeit, die das auf alt gemachte Porträt der Renaissance zuordnet. Die kräftigen Porträts waren vermutlich Teil einer Serie von 12 Bildnissen großer Römer – im Auftrag von Fürst Ercole I. d’Este (1431–1505) in den Jahren 1472/1473 – als Zier für den Torre di Rigobello neben dem Fürstenpalast, der in Hinblick auf die Heirat des Fürsten mit Eleonora d’Aragón, Tochter des Königs von Neapel, größeren Erweiterungsarbeiten unterzogen wurde.

#### Studiolo
Dieses kleine, intime Zimmer gilt als Arbeitsraum von Giovanni Romei. Die einzigartige Decke ist aus hölzernen Kassetten geformt – acht ganzen und vier halben –, dekoriert mit raffinierten Holzschnitten auf Papier mit grünem Hintergrund. Vermutlich wurden die Schnittpunkte der Balken einst durch goldene Nieten hervorgehoben.
In jeder der Kassetten erscheint das Motiv der vier Frauenköpfe, umgeben von blattförmigen Elementen, die um eine Rosette in der Mitte des Quadrates herum gruppiert sind.
Die sehr hohe Qualität und die sehr wertvolle Stilistik der Decke, die allein den Raum schmückt und das Interesse des Besuchers auf sich zieht, ließen darüber nachdenken, dass der Autor der Verzierungen Francesco del Cossa (1436–1478) gewesen sein könnte.